# Stereocerus
Stereocerus is een geslacht van kevers uit de familie van de loopkevers (Carabidae). De wetenschappelijke naam van het geslacht is voor het eerst geldig gepubliceerd in 1837 door Kirby.

## Soorten
Het geslacht Stereocerus omvat de volgende soorten:
- Stereocerus haematopus Dejean, 1831
- Stereocerus rubripes Motschulsky, 1860